# Arturo García Bustos

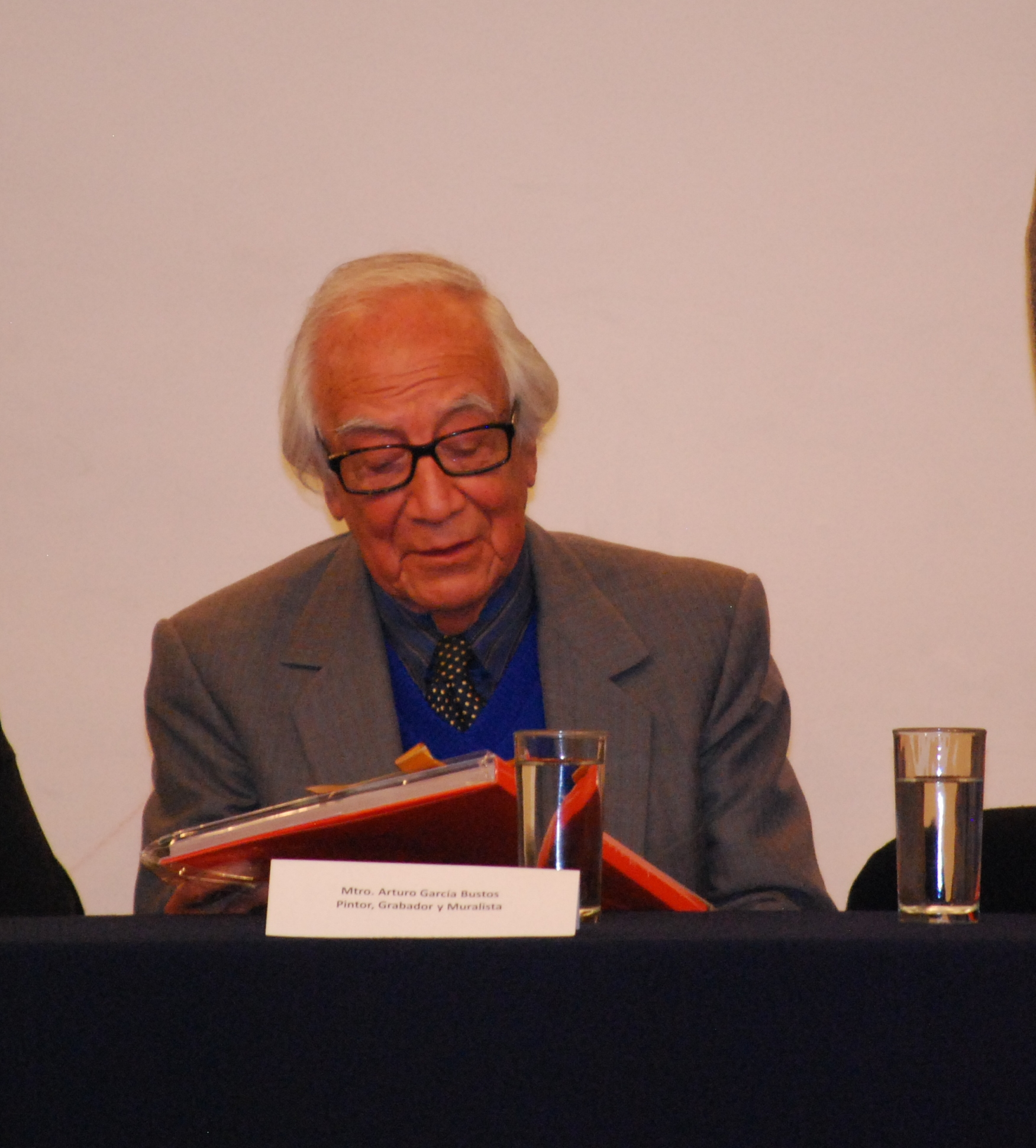
Arturo García Bustos im Palacio de Bellas Artes

Arturo García Bustos (* 8. August 1926 in Mexiko-Stadt; † 7. April 2017 ebenda) war ein mexikanischer Künstler.

## Biografie
Ab 1941 studierte er an der Kunstakademie La Esmeralda. Seine Lehrer waren Agustín Lazo, Diego Rivera, Frida Kahlo und Feliciano Peña. Daneben besuchte er Abendkurse an der Fakultät für Architektur der Universidad Nacional Autónoma de México (UNAM). Gemeinsam mit Guillermo Monroy und Arturo Estrada gründete er die Vereinigung Artistas Jóvenes Revolucionarios (Junge revolutionäre Künstler). 1945 trat er der Taller de Gráfica Popular (Werkstatt der Volksgraphiker, TGP) bei. Zusammen mit Frida Kahlo und weiteren Künstlern der Künstlergruppe Los Fridos malte er das Wandbild „Pulquería Posada del Sol“. 1947 erhielt García Bustos den ersten Preis der UNAM. In den 1950er Jahren arbeitete er mit an den insgesamt 6000 m² umfassenden Wandgemälden der Ciudad Universitaria, die seit 2007 zum UNESCO-Weltkulturerbe gehören. Von 1953 bis 1954 hielt sich García Bustos in Guatemala auf. In den Folgejahren reiste er nach Warschau, Moskau und Korea. 1959 reiste er nach Kuba. 1967 verließ er die Taller de Gráfica Popular. García Bustos erhielt zahlreiche nationale und internationale Preise. Ab 1973 war er Mitglied der Academia de Artes.
García Bustos starb 90-jährig am 7. April 2017 in Mexiko-Stadt.

## Werke
- Niños Héroes